# Aragats
Pour les articles homonymes, voir Aragats (homonymie).
Ne doit pas être confondu avec le mont Ararat.
L'Aragats, en arménien : Արագած, en russe : Арагац, aussi appelé mont Aragats, Alagey, Aragatz ou encore Aragey, est un volcan éteint d'Arménie. Avec 4 095 mètres d'altitude, il constitue le point culminant de l'Arménie et du petit Caucase et domine le haut-plateau arménien qui s'étend à ses pieds.

## Géographie
L'Aragats est situé sur le haut-plateau arménien et fait partie de la chaîne du Petit Caucase. Il se trouve dans le Nord-Ouest de l'Arménie, à cheval entre la région d'Aragatsotn qui couvre ses flancs Est et Sud et la région de Shirak qui couvre ses flancs Ouest et Nord. La montagne est entourée par les villes d'Aparan au nord-est, Achtarak au sud-sud-est, Talin au sud-ouest, Maralik et Artik à l'ouest-nord-ouest, la capitale arménienne, Erevan, se situant à une quarantaine de kilomètres au sud-est.
Le volcan se présente sous la forme d'une montagne conique aux flancs relativement peu pentus entaillés par des vallées glaciaires. Le sommet de la montagne est constitué de quatre pics : le sommet Est avec 3 916 mètres d'altitude, le sommet Sud avec 3 879 mètres d'altitude, le sommet Ouest avec 4 080 mètres d'altitude et le sommet Nord avec 4 095 mètres d'altitude, faisant de l'Aragats le point culminant de l'Arménie. Du fait de son altitude, le sommet de l'Aragats est couvert de neige en hiver et garde des névés en été.
L'Aragats est un stratovolcan composé de laves andésitiques et dacitiques. De nombreuses bouches éruptives se présentant sous la forme de cônes de scories et de fissures volcaniques sont présentes au sommet de la montagne sur treize kilomètres selon un axe ouest-sud-ouest-est-nord-est et disséminées sur ses pentes. Elles auraient émis de grandes coulées de lave qui auraient atteint les basses pentes du volcan de la fin du Pléistocène à l'Holocène.

## Histoire
L'Aragats est un volcan considéré comme éteint car ses dernières éruptions se seraient produites entre la fin du Pléistocène et 3000 av. J.-C., le début de sa formation remontant quant à elle au Pliocène.

## Recherche scientifique
Sur le versant sud de l'Aragats, se trouve l’observatoire astrophysique de Byurakan qui fut parmi les principaux centres astronomiques de l'URSS.